# Джейсон Кублер
Джейсон Маррі Кублер (англ. Jason Murray Kubler, МФА: (/ˈkuːblər/) — австралійський тенісисит, який спеціалізується на парній грі, переможець Відкритого чемпіонату Австралії 2023 року, де його партнером був співвітчизник Рінкі Хіджіката.
Попри успішні юніорську гру, яка заслужила йому рейтинг№ 1 та порівняння з  Рафаелем Надалем більшість професійної кар'єри Кублер грав на змаганнях нижчого рівня через спадкову проблему з меніском. Проблеми зі здоров'ям переслідували Кублера упродовж  усієї
дорослої кар'єри — він переніс шість операцій на коліні. Чотири роки він грав тільки на ґрунті, щоб запобігти подальшій шкоді.

## Кар'єра
Джейсон Кублер народився в Брисбені. Його батько був австралійцем, а мама — філіппінкою. Батько захотив Джейсона до гри в теніс у п'ятирічному віці, але, коли синові було вісім, батько помер.

## Фінали турнірів Великого шолома

### Парний чоловічий розряд: 1 титул
| Результат | Рік  | Турнір          | Покриття | Партнер         | Супротивники          | Рахунок       |
| --------- | ---- | --------------- | -------- | --------------- | --------------------- | ------------- |
| Перемога  | 2023 | Australian Open | Тверде   | Рінкі Хіджіката | Юго Ніс Ян Зелінський | 6–4, 7–6(7–4) |

### Мікст: 1
| Результат | Рік  | Турнір          | Покриття | Партнерка     | Супротивники                   | Рахунок  |
| --------- | ---- | --------------- | -------- | ------------- | ------------------------------ | -------- |
| Поразка   | 2022 | Australian Open | Тверде   | Джеймі Фурліс | Крістіна Младенович Іван Додіг | 3–6, 4–6 |